# Nowe Guty (przystanek kolejowy)
Nowe Guty – zlikwidowany przystanek osobowy a dawniej stacja kolejowa w Nowych Gutach na linii kolejowej Pisz – Orzysz, w powiecie piskim, w województwie warmińsko-mazurskim, w Polsce.